# Scituate (Rhode Island)
Pour les articles homonymes, voir Scituate.
Scituate est une ville américaine du comté de Providence dans l'État de Rhode Island. Sa population était de 10 329 habitants au recensement de 2010.

## Géographie
La municipalité s'étend sur 54,77 milles carrés (141,85 km2), dont 48,16 milles carrés (124,73 km2) de terres.

## Histoire
Scituate fut colonisée pour la première fois en 1710 par un émigrant venu de Scituate (Massachusetts). Le nom original de la ville est Satuit, un nom indien signifiant « rivière froide ». Elle a fait partie de Providence jusqu'en 1731.

## Politique
Lors de l'élection présidentielle américaine de 2008, Scituate est la seule ville de l’État à avoir soutenu le candidat républicain John McCain à 51 % contre 47 % pour Barack Obama. Elle est l'une des trois villes de l'État à voter pour Mitt Romney en 2012.

## Personnalités liées à la ville
- Esek Hopkins, figure de la Continental Navy ;
- Stephen Hopkins, gouverneur de Rhode Island, signataire de la Déclaration d'indépendance des États-Unis.